# Josef Müller (Politiker, 1938)
Josef „Jupp“ Müller (* 8. Juni 1938 in Porz am Rhein) ist ein deutscher CDU-Politiker und war von 2000 bis 2009 Bürgermeister von Köln, damit Stellvertreter des Oberbürgermeisters Fritz Schramma.

## Leben
Josef Müller wurde am 8. Juni 1938 in Porz-Zündorf geboren. Mit 14 Jahren trat Josef Müller in die Junge Union ein, wurde später Mitglied der CDU und im Jahr 2000 Erster Bürgermeister der Stadt Köln.
Josef Müller blickt auf eine mehr als 25-jährige kommunalpolitische Erfahrung zurück. Er ist 2008 das älteste und dienstälteste Mitglied im Rat der Stadt Köln. Seit dem 4. Mai 1975 gehört er dem Rat an. Von 1972 bis 1975 saß er im Rat der ehemaligen Stadt Porz.
Er war von 1969 bis 1972 Sachkundiger Einwohner im Bauausschuss der damaligen Stadt Porz. Anschließend war er bis 1975 Mitglied des Rates der ehemaligen Stadt Porz und seit dem 4. Mai 1975 Mitglied des Rates der Stadt Köln. Am 20. September 2000 wurde Müller Erster Bürgermeister und damit 1. Stellvertreter des Oberbürgermeisters der Stadt Köln. Neben seiner Funktion als Bürgermeister war Müller als Stadtrat Mitglied in zahlreichen Ratsausschüssen und Aufsichtsräten stadtnaher Unternehmen.
Von 1986 bis 2000 war er Geschäftsführer der CDU-Fraktion im Rat der Stadt Köln und übernahm diese Aufgabe im Jahr 2006 erneut.
Neben seiner Bürgermeistertätigkeit war Josef Müller Mitglied im Liegenschaftsausschuss, im Hauptausschuss und im Ausschuss für Kunst und Kultur. Außerdem war er in den Aufsichtsräten der Koelnmesse GmbH, der Koelnmesse Ausstellungen GmbH, der RheinEnergie AG, der Gas- und Elektrizitätswerke AG (GEW) vertreten, sowie im Zweckverband Sparkasse KölnBonn und im Kuratorium der Krankenhausstiftung Porz am Rhein.
Josef Müller ist einer der Gründungsväter des Porzer Inselfestes, das seit mehr als 30 Jahren von der CDU veranstaltet wird. Die bevorzugten Schwerpunkte seiner Arbeit als erster Bürgermeister waren: Sicherheit und Sauberkeit, Schulsanierung, die Brunnen sowie die weitere Entwicklung der Porzer Innenstadt. Außerdem setzte er sich dafür ein, dass junge Familien in Köln preiswert bauen können.
Außerhalb seiner politischen Ämter ist Josef Müller in zahlreichen anderen Ehrenämtern aktiv, so als Ehrenvorsitzender der Chorgemeinschaft Cäcilia Zündorf, als Ehrensenator der EhrenGarde der Stadt Köln 1902 oder als Senatspräsident des Garde-Korps Blau-Weiß Zündorf. Josef Müller ist verheiratet. Mit seiner Frau Gertrud hat er fünf Kinder und auch neun Enkelkinder.
Eine offizielle Geburtstagsehrung im Historischen Rathaus zu seinem 70. Geburtstag war auch die inoffizielle Abschiedsfeier von Josef Müller von der politischen Bühne, da er mit der Neuwahl des Stadtrats am 30. August 2009 seine politische Karriere mit dann 71 Jahren beenden würde, um in den Ruhestand zu gehen.
Am 31. Januar 2009 trat Bürgermeister Müller jedoch vorzeitig von allen politischen Ämtern zurück.
Ursache war eine öffentliche Diskussion um einen umstrittenen Beratervertrag aus dem Jahr 2000.
Nach diesem hat Müller in den Jahren 2001 bis 2003 von einer Tochtergesellschaft der Stadtsparkasse Düsseldorf dreimal je 200.000 DM erhalten haben, ohne dass für diese Summe eine praktische Gegenleistung erfolgt ist. Tatsächlich jedoch wurden diese Beträge von der damaligen Stadtsparkasse Köln (heute Sparkasse KölnBonn) gezahlt. Die Staatsanwaltschaft ermittelte sowohl gegen Josef Müller als auch den damaligen Kölner Sparkassenchef Gustav Adolf Schröder sowie zwei inzwischen ausgeschiedene Sparkassenmanager aus Düsseldorf. Gegen Josef Müller wurde wegen Vorteilsnahme im Amt sowie Beihilfe zur Untreue ermittelt. Am 9. März 2009 wurde das Ermittlungsverfahren wegen Verjährung eingestellt.
Die Sparkasse Köln/Bonn reichte nach Einstellung des Strafverfahrens Zivilklage ein. Vor Eröffnung des Prozesses stimmten die Sparkasse Köln/Bonn, der ehemalige Sparkassenchef Gustav Adolf Schröder und Josef Müller nach einer ersten gerichtlichen Anhörung vor dem Amtsgericht Köln einem Vergleichsvorschlag des Gerichts zu, nach dem Herr Schröder und Herr Müller gesamtschuldnerisch 250.000 € an die Stadtsparkasse Köln/Bonn zurückerstatten sollen.
Nach seinem Ausscheiden aus der aktiven Kommunalpolitik wandte sich J. Müller verstärkt ehrenamtlichen Aktivitäten zu. Im gleichen Jahr wurde er als Vorsitzender der Ortsvereine Zündorf gewählt, deren Förderung ihm in seiner gesamten politischen Laufbahn ein besonderes Anliegen war.